# Кент Фаррінгтон
Кент Фаррінгтон (англ. Kent Farrington, нар. 28 грудня 1980) — американський вершник, срібний призер Олімпійських ігор 2016 року.

## Виступи на Олімпіадах
| Олімпіада           | Дисципліна            | Місце |
| ------------------- | --------------------- | ----- |
| Ріо-де-Жанейро 2016 | індивідуальний конкур | 5     |
| Ріо-де-Жанейро 2016 | командний конкур      | 2     |

## Зовнішні посилання
- Кент Фаррінгтон — олімпійська статистика на сайті Sports-Reference.com (англ.) (архівна версія)